# بريانا ستيوارت
بريانا ستيوارت (بالإنجليزية: Breanna Stewart)‏ مواليد 27 أغسطس 1994 في نيويورك، هي لاعبة كرة سلة أمريكية. بدأت مسيرتها الاحترافية في سنة 2016. تم اختيارها من قبل فريق سياتل ستورم خلال الدرافت. تلعب مع سياتل ستورم في دوري الاتحاد الوطني لكرة السلة النسائية كلاعب وسط. وتحمل الرقم 30. يبلغ طولها 6 قدم 4 بوصة (1.9 م). شاركت في دورة الألعاب الأولمبية الصيفية سنة 2016.

## سجل المنافسة
شاركت في المنافسات التالية:
- الألعاب الأولمبية الصيفية 2016
- كأس العالم لكرة السلة للسيدات 2014

## الميداليات
| الميدالية | المسابقة                           |
| --------- | ---------------------------------- |
| ذهبية     | الألعاب الأولمبية الصيفية 2016     |
| ذهبية     | كأس العالم لكرة السلة للسيدات 2014 |
| فضية      | دورة الألعاب الأمريكية 2015        |

## روابط خارجية
- بريانا ستيوارت على موقع الاتحاد الدولي لكرة السلة (الإنجليزية)
- بريانا ستيوارت على موقع الاتحاد الوطني لكرة السلة النسائية (الإنجليزية)
- بريانا ستيوارت على موقع كرة السلة الأوروبية.كوم (الإنجليزية)
- بريانا ستيوارت على موقع كلية كرة السلة في سبورتس رفرنس.كوم (الإنجليزية)
- بريانا ستيوارت على موقع بروبوليرز (الإنجليزية)
- بريانا ستيوارت على موقع سبورتس رفرنس (الإنجليزية)
- بريانا ستيوارت على موقع سبورتس رفرنس (الإنجليزية)
- بريانا ستيوارت على موقع اللجنة الأولمبية الدولية (الإنجليزية)
- بريانا ستيوارت على موقع أوليمبيديا (الإنجليزية)